# Юкаменское
Юка́менское (удм. Юкаменск) — село в Удмуртии, административный центр Юкаменского района.

## География
Расположено в 177 км к северу от Ижевска на слиянии рек Лекма и Юкаменка.

## История
Село основано в 70-е годы XVIII века в связи со строительством храма во имя Богоявления Господня. В 1775 году крестьяне Юмской волости Глазовского уезда обратились с прошением о постройке церкви, поскольку ближайшая располагалась в селе Укан, более чем в 70 км. Постановлением Священного Синода от 24 октября 1776 года определено место при реке Солшурке, но выяснилось, что оно непригодно для проживания, поэтому священнослужители Уканской церкви ходатайствовали перед епископом Вятским и Великопермским Лаврентием о переносе строительства «на каменное заделье, лежащее между реками, называемыми Лякмой и Ю». Село получило название Ю-Каменское-Богоявленское. Первоначально был построен деревянный храм, через 30 лет стараниями настоятеля Неофита Ильича Мышкина заложено кирпичное здание церкви, окончательно достроенное к 1837 году с главным пределом в честь Святой Троицы. В 1844 году открыто приходское начальное училище. В 1872 году основано церковно-приходское попечительство, оказывавшее денежную помощь неимущим и больным, обеспечивало их дровами, помогало в отправке на учёбу и устройстве на работу.
Вплоть до Октябрьской революции выделенные под храм земли разрешалось использовать исключительно на нужды церкви. Например, кирпичный завод располагался вне села. Само Юкаменское было своеобразным православным центром. В дни престольных праздников в населенном пункте устраивались ярмарки.
Постановлением Удмуртского облисполкома от 1 февраля 1930 года Свято-Троицкая церковь была закрыта, священники по обвинению в организации мятежа арестованы и полгода спустя расстреляны или отправлены в ссылку. Здание церкви передано под библиотеку. В 1936 году церковь снесена. На её месте в настоящее время располагается почта.
Возрождение прихода в Юкаменском началось в начале 1990-х годов. В 1991 году для совершения религиозных обрядов выделено здание бывшего книжного магазина. В 2003 году в связи с его аварийным состоянием, благодаря помощи АО «Удмуртэнерго», приход переехал в новое помещение.

## Население
| 1959  | 1970  | 1979  | 1989  | 2002  | 2010  | 2012  |
| ----- | ----- | ----- | ----- | ----- | ----- | ----- |
| 1724  | ↗2019 | ↗2995 | ↗4623 | ↘4326 | ↘4104 | ↘3940 |
| 2021  |       |       |       |       |       |       |
| ↘3495 |       |       |       |       |       |       |

## Люди, связанные с селом

### Уроженцы
- Ясницкий Пётр Алексеевич — советский учёный-врач.

### Жители
- Шерстнёв Юрий Борисович — советский и российский актёр театра и кино.

## Экономика
- Льнозавод
- Сельский лесхоз
- ООО «Юкаменское»